# Steltloopwedstrijden van La Petite Gironde
De Franse krant La Petite Gironde uit Bordeaux organiseerde tussen 1892 en 1895 jaarlijkse wedstrijden voor steltlopers. Deze wedstrijden gingen telkens door op Hemelvaartsdag. Al na enkele jaren werden deze wedstrijden, die als te zwaar werden beschouwd, gestaakt.

## Achtergrond
Aan het einde van de 19e eeuw waren wedstrijden over lange afstand (per fiets of te voet) erg populair en de verslaggeving van sportevenementen kreeg een steeds grotere plaats toebedeeld in de kranten. Ook het steltlopen was toen populair. De Fransman Sylvain Dornon had in 1889 tijdens de Wereldtentoonstelling in Parijs de Eiffeltoren beklommen op stelten. En diezelfde Dornon had in 1891 in minder dan twee maanden van Parijs naar Moskou gestapt op stelten. Steltlopen heeft bovendien een lange traditie in Landes.
De gebruikte stelten voor de wedstrijden hadden een gemiddelde hoogte van 1m25 (gemeten tot de enkels).
Naast medailles werden ook geldprijzen uitgereikt.

## Overzicht

### 1892
De eerste wedstrijden vonden plaats op 26 mei 1892. Er waren 69 deelnemers die door een grote massa uitgeleide werden gedaan. De mannen stapten van Bordeaux naar Biarritz en terug (ongeveer 440 km) en de vrouwen deden het kortere traject Bordeaux-Cérons-Bordeaux (ongeveer 70 km). Bij de mannen waren de eerste drie Pierre Deycard, Jean Lafont en Antoine Dugrand, bij de vrouwen waren dit Maria Pascal, Élisa Dos en Jeanne Prévôt. Bij de vrouwen was de winnende tijd 10 uur 25 minuten.

### 1893

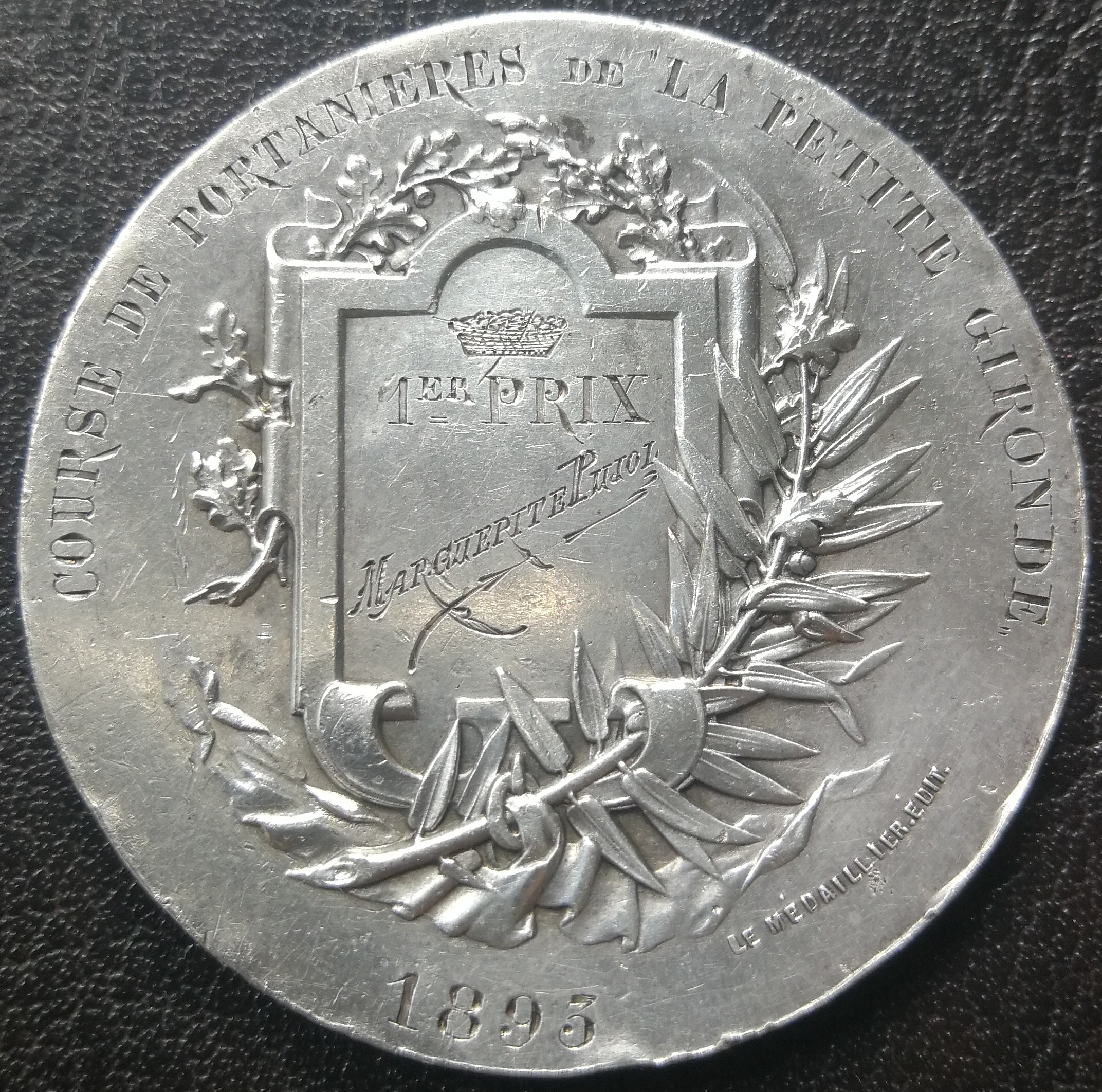
Medaille uitgereikt aan de winnares van de wedstrijd voor portanières

Op 11 mei 1893 stapten de mannen van Bordeaux naar Montauban en terug over een afstand van 440 km. Er waren meer dan 100 deelnemers. Winnaar was de 20-jarige Aimé Martin in een tijd van 76 uur 55 minuten. Hij had stelten van 1m70 hoog en met een gewicht van 4 kg elk. De vrouwelijke steltlopers stapten een parcours van 70 km.  Voor de vrouwen was er ook een wedstrijd voor portanières, het traditionele beroep van draagster van ladingen. Zij moesten een rieten mand met daarin een zak van 20 kg op het hoofd dragen over een afstand van 9 km. De 36-jarige Marguerite Pujol was de snelste van de 60 deelneemsters voor deze proef in een tijd van 65 minuten. Deze laatste wedstrijd, in de straten van Bordeaux, lokte een massa van 30.000 toeschouwers.

### 1894
Het volgende jaar op 3 mei was er een wedstrijd tussen drie steltlopers, drie stappers en drie karren met paard. Zij legden het traject Bordeaux-Saintes-Bordeaux langs Périgueux en Angoulême af. De menner Florange en zijn paard Charlatan waren de winnaars: zij legden de 420 km af in 62 uur 27 minuten. Na 235 km had de winnaar wel zijn paard bestegen, nadat hat paard de kar had vernield. Het wedstrijdreglement stond deze verandering toe. Ook de drie steltlopers haalden de finish; de eerste steltloper kwam 28 minuten na de winnaar binnen. De andere deelnemers gaven uitgeput op.

### 1895
Dit jaar namen 15 steltlopers het op tegen 15 karren met paard over een afstand van 525 km op het traject Bordeaux-Niort-La Rochelle. De winnaar was de menner Arroman. De eerste steltloper kwam aan ondanks een gebroken arm opgelopen tijdens een val op 20 km van het einde.

## Einde
De steltloopwedstrijden over lange afstanden werden als te zwaar en te gevaarlijk beschouwd en werden na 1895 niet meer gelopen. La Petite Gironde bleef wel wedstrijden in vreemde disciplines organiseren, zoals een wedstrijd voor spannen van paard en muilezel in acht etappes tussen Bordeaux en Angoulême in 1899.